# It Ain't Safe No More
Albums de Busta Rhymes
Genesis
(2001) The Big Bang
(2006)
Singles
1. Make It Clap
Sortie : 13 janvier 2003
2. I Know What You Want
Sortie : 13 mars 2003

It Ain't Safe No More est le sixième album studio de Busta Rhymes, sorti en 2002.
L'album, qui s'est classé 10e au Top R&B/Hip-Hop Albums et 43e au Billboard 200, a été certifié disque d'or par la RIAA le  6 janvier 2003.
Il contient notamment les tubes Make It Clap (dont un remix a été fait avec Sean Paul) et I Know What You Want avec Mariah Carey et Flipmode Squad, le groupe de Busta Rhymes.

## Liste des titres
| No  | Titre                                                                                   | Contient un (des) sample(s) de                                                         | Durée |
| --- | --------------------------------------------------------------------------------------- | -------------------------------------------------------------------------------------- | ----- |
| 1.  | Intro (Produit par Busta Rhymes)                                                        |                                                                                        | 1:46  |
| 2.  | It Ain't Safe No More... (featuring Meka – Produit par J Dilla)                         | 1984 (Part 1) d'Anthony Phillips                                                       | 3:40  |
| 3.  | What Do You Do When You're Branded (Produit par DJ Scratch)                             | Shit That He Said de Big Noyd featuring Havoc                                          | 3:54  |
| 4.  | Call the Ambulance (featuring Rampage – Produit par The Neptunes)                       |                                                                                        | 3:50  |
| 5.  | We Goin' to Do It to Ya (Produit par Megahertz)                                         |                                                                                        | 2:57  |
| 6.  | What Up (Produit par J Dilla)                                                           | Psyché Rock de Pierre Henry et Michel Colombier The New Style des Beastie Boys         | 2:54  |
| 7.  | Turn Me Up Some (Produit par J Dilla)                                                   | Tama du Tonto's Expanding Head Band Let's Get Dirty (I Can't Get in Da Club) de Redman | 3:29  |
| 8.  | Make It Clap (featuring Spliff Star – Produit par Rick Rock)                            | Could It Be Magic de Barry Manilow                                                     | 3:40  |
| 9.  | Take It Off (Part 2) (featuring Meka – Produit par Mario Winans)                        |                                                                                        | 4:29  |
| 10. | Taste It (Produit par Tetamus)                                                          | The Stomp d'Ol' Dirty Bastard                                                          | 3:46  |
| 11. | Hey Ladies (Produit par Wildstyle)                                                      | Nasty Boy de The Notorious B.I.G.                                                      | 3:19  |
| 12. | I Know What You Want (featuring Mariah Carey et Flipmore Squad – Produit par Rick Rock) |                                                                                        | 5:24  |
| 13. | Riot (Produit par Mr. Porter)                                                           |                                                                                        | 3:11  |
| 14. | Hop (Produit par Mr. Fingaz)                                                            |                                                                                        | 3:48  |
| 15. | Together (featuring Rah Digga – Produit par Swizz Beatz)                                |                                                                                        | 5:33  |
| 16. | Struttin' Like a G.O.D. (Produit par Ric Rude)                                          |                                                                                        | 4:13  |
| 17. | The Struggle Will Be Lost (featuring Carl Thomas – Produit par Rick Rock)               |                                                                                        | 4:43  |
| 18. | Till It's Gone (Produit par True Master)                                                | You Don't Know What You Got Until You Lose It de Jerry Butler                          | 4:54  |
| 19. | Make It Clap (Remix) (featuring Sean Paul et Spliff Star – Produit par Rick Rock)       |                                                                                        | 4:03  |